# Tomasz Mathea
Tomasz Mathea (ur. 30 kwietnia 1955 w Warszawie) – polski admirał floty w stanie spoczynku i inżynier techniki nawigacji, morski oficer pokładowy okrętów podwodnych, były Dowódca Marynarki Wojennej.

## Wykształcenie
Ukończył XXXIX Liceum Ogólnokształcące im. Ludowego Lotnictwa Polskiego na warszawskich Bielanach (1974). W latach 1974–1978 był podchorążym Wydziału Nawigacji i Uzbrojenia Okrętowego Wyższej Szkoły Marynarki Wojennej w Gdyni, po ukończeniu której otrzymał stopień podporucznika marynarki i tytuł magistra inżyniera nawigatora. Jest również absolwentem studiów podyplomowych w Akademii Marynarki Wojennej ZSRR w Leningradzie (1988), Królewskiej Akademii Sztabu Marynarki Wojennej Wielkiej Brytanii w Londynie (1995), Akademii Obrony Narodowej w Warszawie (1996) oraz Narodowym Uniwersytecie Obrony Stanów Zjednoczonych Ameryki w Waszyngtonie (2003).

## Służba wojskowa
Po promocji oficerskiej odbył staż okrętowy i w 1980 skierowano go do dywizjonu Okrętów Podwodnych 3 Flotylli Okrętów w Gdyni, gdzie służył na okrętach podwodnych projektu 613, początkowo jako dowódca działu broni podwodnej ORP „Sokół”, a od 1984 zastępca dowódcy ORP „Bielik”, a rok później jego dowódcą. W 1988 został szefem Sztabu dywizjonu Okrętów Podwodnych. Od 1991 do 1994 dowodził dywizjonem Okrętów Podwodnych, a od 1995 był starszym specjalistą w Oddziale Organizacyjnym Sztabu Marynarki Wojennej. W 1996 został zastępcą dowódcy ds. szkolenia w 3 Flotylli Okrętów. W latach 1998–2000 pełnił funkcję szefa Szefostwa Szkolenia Morskiego – zastępcy szefa Szkolenia Marynarki Wojennej. Od połowy 2000 dowodził 9 Flotyllą Obrony Wybrzeża w Helu, a w 2003 objął posadę szefa Generalnego Zarządu Planowania Strategicznego P-5 w Sztabie Generalnym Wojska Polskiego w Warszawie. Od 2004 do 2006 był szefem Logistyki Marynarki Wojennej, po czym wyznaczono go zastępcą szefa Sztabu Generalnego Wojska Polskiego.
24 czerwca 2010 Marszałek Sejmu wykonujący obowiązki Prezydenta RP, Bronisław Komorowski mianował go z dniem 25 czerwca 2010 na stanowisko dowódcy Marynarki Wojennej. Na stanowisku dowódcy MW zastąpił wiceadmirała Andrzeja Karwetę, który zginął 10 kwietnia 2010 w katastrofie smoleńskiej.
17 grudnia 2013 roku w Belwederze Prezydent RP Bronisław Komorowski wręczył mu akt zwolnienia ze stanowiska Dowódcy Marynarki Wojennej. W 2015 roku zakończył zawodową służbę wojskową, przechodząc w stan spoczynku.

## Awanse
- podporucznik marynarki – 1978
- porucznik marynarki – 1981
- kapitan marynarki – 1984
- komandor podporucznik – 1989
- komandor porucznik – 1992
- komandor – 1996
- kontradmirał – 2001[10]
- wiceadmirał – 2003[11]
- admirał floty – 2009[12]

## Ordery i odznaczenia
- Krzyż Kawalerski Orderu Odrodzenia Polski – 2010[13]
- Złoty Krzyż Zasługi – 2004[14]
- Srebrny Krzyż Zasługi
- Morski Krzyż Zasługi – 2012[15][16]
- Złoty Medal „Siły Zbrojne w Służbie Ojczyzny”
- Srebrny Medal Siły Zbrojne w Służbie Ojczyzny
- Brązowy Medal Siły Zbrojne w Służbie Ojczyzny
- Złoty Medal „Za zasługi dla obronności kraju”
- Złota Odznaka „Marynarz Okrętów Podwodnych”
- Srebrny Krzyż „Za Zasługi dla ZHP”
- Złota Odznaka z Gwiazdą „Za szczególne zasługi dla Związku Żołnierzy Wojska Polskiego” – 2013[17][18]
- Medal „Pro Patria” – 2012[19]
- Złoty Medal „Za Zasługi dla Związku Oficerów Rezerwy RP„
- Odznaka honorowa „Za zasługi dla Związku Inwalidów Wojennych RP„
- Odznaka honorowa „Za Zasługi dla Klubów Oficerów Rezerwy LOK„
- Komandor Orderu Białej Róży – Finlandia, 2013[20]
- Oficer Legii Honorowej – Francja, 2013[21]
- Odznaka absolwenta National Defense University – Stany Zjednoczone